# Walchsee
Walchsee é um município da Áustria, situado no distrito de Kufstein, no estado do Tirol. Tem 39,22 km² de área e sua população em 2019 foi estimada em 1.913 habitantes.